# أهارون رازين
أهارون رازين (بالعبرية: אהרון רזין‏) (6 أبريل 1935 - 27 مايو 2019) عالم كيمياء حيوية إسرائيلي.

## البحث الأكاديمي
في دراساته المبكرة، فحص رازين عملية التمثيل الغذائي للأحماض النووية والأخطاء الكيميائية الحيوية في المرضى الذين يعانون من النقرس والفوال. قام في وقت لاحق بدراسة الطفرة المحددة بمساعدة تسلسل الحمض النووي المركب كيميائيا، ومثيلة الحمض النووي الريبوزي المنقوص الأكسجين في نشاط الجينات وإنتاج نمط مثيلة الجينات الفردية في تطور الجنين.